# 10808 Digerrojr
10808 Digerrojr (1993 FT5) là một tiểu hành tinh vành đai chính. Nó được đặt theo tên a cairn ngày the Swedish island thuộc Gotland.